# Sweet Leilani
Sweet Leilani es una canción compuesta por Harry Owens en 1937 para la película Waikiki Wedding, donde era interpretada por el popular actor y cantante Bing Crosby. La canción ganó el premio Óscar a la mejor canción original, superando a otras cuatro canciones que estaban nominadas dicho año.
Owens compuso la canción tres años antes, en 1934, para dedicársela a su recién nacida hija. Leilani es un nombre hawaiano que significa Llevando grandes flores.

## Letra
Sweet Leilani, heavenly flower oh.
 I dreamt of paradise for two. ( My lovely Leilani )
 You are my paradise completed. ( My lovely Leilani )
 You are my dream come true.
Sweet Leilani, heavenly flower oh,
 Tropic skies are jealous while they shine. ( My lovely Leilani )
 I think they're jealous of your blue eyes. ( My lovely Leilani )
 Jealous because you're mine.
I think they're jealous of your blue eyes. ( My lovely Leilani )
 Jealous because you're mine.
Sweet Leilani, heavenly flower oh,
 Nature's fashion roses kissed with dew. ( My lovely Leilani )
 And then she placed them in a bower. ( My lovely Leilani )
 It was the start of you.
 My lovely Lei-lan-i.